# سوزان غرينفيلد
البارونة غرينفيلد أو سوزان أديل غرينفيلد (بالإنجليزية: Susan Adele Greenfield)‏ هي عالمة وكاتبة ومذيعة بريطانية وعضوة في مجلس اللوردات. تركزت أبحاثها على مجال علاج مرض آلزهايمر ومرض باركنسون. غرينفيلد كانت أيضا مهتمة بعلم الأعصاب الوعي وتأثير التقنية على الدماغ. غرينفيلد حاصلة أيضا على زمالة باحث رئيسي في كلية لينكولن، كما كانت مستشارة لجامعة هيريوت وات في إدنبرة بين سنتي 2005 و2013.
غرينفيلد كانت أيضا مديرة للمعهد الملكي لبريطانيا العظمى من سنة 1998 إلى غاية 2010. بحلول سبتمبر 2013، شاركت في تأسيس شركة التكنولوجيا الحيوية «نوغو بيو»، أين شغلت منصب الرئيس التنفيدي.

## النشأة والتعليم
ازدادت غرينفيلد بحلول 10 أكتوبر 1950 في هامرسميث من عائلة بسيطة. والدتها دوريس كانت راقصة تعتنق الديانة المسيحية، في حين كان والدها "ريغينالد ماير غرينفيلد كهربائيا، وهو ابن مهاجر يهودي من الجيل الأول ينحدر من النمسا.
التحقت بمدرسة جودلفين ولاتمير، حيث حصلت على تأهيل في اللاتينية واليونانية والتاريخ القديم والرياضيات. كانت غرينفيلد أول فرد من عائلتها يرتاد الجامعة، حيث تم قبولها في البداية في كلية سانت هيلدا لدراسة الفلسفة وعلم النفس، ولكنها غيرت مسارها فيما بعد وتحصلت على الدرجة الأولى في علم النفس التجريبي. كطالبة باحثة في كلية سانت هيوغز في أوكسفورد،  أكملت غرينفيلد عملها على أطروحة دكتور في الفلسفة بحلول 1977 تحت إشراف أنتوني ديفيد سميث حول «أصول الأستيل كولين في السائل الدماغي الشوكي».
حصلت في وقت لاحق على منحثة بحثية صغيرة في كلية جرين أكسفورد بين سنتي 1981 و1984.

## الحياة المهنية
تركز أبحاث غرينفيلد على الجوانب المتعلقة بفيسيولوجيا الدماغ، ولا سيما آليات الدماغ في مرض باركنسون ومرض الزهايمر. كتبت غرينفيلد.سلسلة من الكتب حول الدماغ، كما أنها تقدم بانتظام محاضرات عامة، وتظهر في الإذاعة والتلفزيون.
نشرت غرينفيلد منذ سنة 1976 حوالي 200 بحثا في عدد من المجالات التي تخضع لاستعراض الأقران، بما فيها دراسات حول الآليات الأساسية للدماغ المشاركة في الإدمان والمكافأة،  أي ما تتعلق بأنظمة الدوبامين والمواد الكيميائية العصبية ذات الصلة. وحققت في آليات الدماغ الكامنة وراء اضطراب نقص الانتباه مع فرط النشاط (ADHD)  بالإضافة إلى تأثير الإثراء البيئي.
بحلول سنة 1994، تمت دعوتها لتكون أول امرأة تقدم ومحاضرات عيد الميلاد في المعهد الملكي، التي ترعاها هيئة الإذاعة البريطانية. حيث حملت محاضراتها كعنوان «رحلة إلى مركز الدماغ». بحلول سنة 1998، تم تعيينها مديرة للمعهد الملكي. في سنة 2010 تم إلغاء المنصب. حيث عانت المؤسسة الملكية من أزمة مالية بعد برنامج تطوير بقيمة 22 مليون جنيه إسترليني بقيادة غرينفيلد ومجلس الإدارة. انتهى المشروع بديون بلغت 3 ملايين جنيه استرليني. في وقت لاحق، أعلنت غرينفيلد أنها ستذهب إلى محكمة التوظيف بسبب التمييز،  لكن القضية تمت تسويتها خارج المحكمة.
في كلية لينكولن أكسفورد، شغلت غرينفيلد منصبين رئيسيين كأستاذة للمناهج الطبية  وأستاذ في علم الصيدلة المتشابك. بحلول الفترة الممتدة ما بين سنتي 1995 و1999، قدمت محاضرات عامة كأستاذة للفيزياء بكلية جريشام لندن. غرينفيلد كانت من المفكرين في برنامج الإقامة في أديلايد في لسنتي 2004 و2005.
بحلول سنة 2013 شاركت غرينفيلد في تأسيس شركة تكنولوجيا حيوية أطلق عليها اسم «شركة نوغو بيو» لتطوير اختبارات تشخيصية وعلاجات لمرض الزهايمر. وقد وجد مختبرها أنه يمكن للنهاية الكربوكسيلية الخاص بالأسيتيل كولينستريز أن تنقسم، وأن الببتيد الناتج يمكن أن يقتل الخلايا العصبية؛ كما وجد المختبر أن نظير الببتيد الحلقي يمكن أن يمنع هذا الموت العصبي. بحلول سنة 2017 جمعت الشركة حوالي 4 ملايين دولار.

## روابط خارجية
- سوزان غرينفيلد على موقع IMDb (الإنجليزية)
- سوزان غرينفيلد على موقع إن إن دي بي (الإنجليزية)